# Bărăganu (Constanța megye)
Bărăganu község Romániába, Dobrudzsa vidékén, Constanța megyében. A hozzá tartozó település Lanurile.

## Fekvése
A megye délkeleti részén elhelyezkedő település huszonhét kilométerre délnyugatra található a megyeszékhelytől, Konstancától, a legközelebbi várostól, Murfatlartól pedig tizenkilenc kilométerre délre.

## Története
Első írásos említése 1877-ből való. Régi török neve Osmanfakı, románul Osmanfacâ, mai elnevezését a Bărăgan-síkság után kapta. Az 1890-1892-es évek között német családok telepedtek itt le, akiket 1940-ben áttelepítettek  Németországba, a náci „Heim in Reich” (magyarul: Vissza a Birodalomba) mozgalom keretein belül.